# Lankesterella parvula
Lankesterella parvula là một loài thực vật có hoa trong họ Lan. Loài này được (Kraenzl.) Pabst mô tả khoa học đầu tiên năm 1955.